# Gigante (kommun)
Gigante är en kommun i Colombia.   Den ligger i departementet Huila, i den centrala delen av landet, 300 km sydväst om huvudstaden Bogotá. Antalet invånare är 28 152.
Följande samhällen finns i Gigante:
- Gigante